# Guddadaranganahalli, Sira
Guddadaranganahalli là một làng thuộc tehsil Sira, huyện Tumkur, bang Karnataka, Ấn Độ.